# Nagy Antal (labdarúgó, 1913)
Nagy Antal (1913. március 19. – 1984. december 7.) válogatott labdarúgó, balszélső, edző.

## Pályafutása

### Klubcsapatban
A Szeged FC labdarúgója volt. Megbízható, gyors szélső csatár volt, aki hosszú időn át kiegyensúlyozott teljesítményt nyújtott.

### A válogatottban
1939-ben egy alkalommal szerepelt a magyar labdarúgó-válogatottban.

## Statisztika

### Mérkőzése a válogatottban
| Magyarország | Magyarország    | Magyarország                    | Magyarország | Magyarország | Magyarország | Magyarország | Magyarország | Magyarország |
| #            | Dátum           | Helyszín                        | Hazai        | Eredmény     | Vendég       | Kiírás       | Gólok        | Esemény      |
| ------------ | --------------- | ------------------------------- | ------------ | ------------ | ------------ | ------------ | ------------ | ------------ |
| 1.           | 1939. május 18. | Budapest, Hungária körúti pálya | Magyarország | 2 – 2        | Írország     | barátságos   | -            |              |
|              | Összesen        |                                 |              | 1            | mérkőzés     |              | 0            | gól          |